# A King's Story
A King's Story es un documental británico de 1965 sobre la vida del rey Eduardo VIII del Reino Unido, desde su nacimiento hasta la abdicación en 1936, dirigido por Harry Booth. Fue nominado a un Oscar a mejor documental. El documental, narrado por Orson Welles, incluye reproducciones de noticiarios, películas familiares privadas y una entrevista con Eduardo y Wallis Simpson, la mujer por la que abandonó el trono.